# Давай вернёмся
«Давай вернёмся» — седьмой студийный альбом группы «Чайф». Альбом записан в октябре 1990 — феврале 1991 года в Петербургской студии грамзаписи. Издан компанией «FEELEE Records» в 1992 году.

## История создания
Альбом записан благодаря Андрею Бурлаке, который сообщил, что «Мелодия» открывает в Питере свою студию, оборудование не до конца готово, но писать можно. Группа решила ехать в Питер, собрались в сентябре 90-го. Записывал клавишник «ДДТ» Андрей Муратов, опять питерские музыканты помогали инструментами. Писались в лютеранской церкви, отсюда некоторый пафос звучания, особенно голосов.
Оборудование студии по тем временам было довольно хорошим, например 24-дорожечный магнитофон — «совсем как у взрослых» по замечанию Владимира Шахрина; от магнитофона лёгкий звукозаписывательный угар: «писали „Псов с городских окраин“, начали 24 дорожки осваивать и забыли записать гитарную партию».
В песне «Открытие» партию соло-гитары сыграл Александр Ляпин, который случайно зашёл в студию. По воспоминаниям Владимира Шахрина: он взял гитару, даже не настраивал: «Махните, когда играть». Ему махнули, заиграл. «И видно было, что там, где гитара не строила, он просто „подтягивал“, и все. Виртуоз!». Второй раз махнули, он играть перестал, записано.
Записанный на «Мелодии» альбом оставался неизданным ещё более года. Как написал Леонид Порохня:

Писали долго, долго жили в Питере, закончили, но повторить виниловый триумф «Не беды» не вышло — мастер[-плёнки] остался в Питере, чайфы только переписали себе несколько кассет. Запись принадлежала фирме «Мелодия», фирма «Мелодия» распалась, стало непонятно, кому что принадлежит, кто что выпускает, всё стало непонятно. Альбом два года пролежал на полке, и только в 92-м фирма «Фили» выкупила альбом у «Мелодии» и выпустила.

## Список композиций
Музыка и слова всех песен написана Владимиром Шахриным
| №                   | Название                                                           | Длительность |
| ------------------- | ------------------------------------------------------------------ | ------------ |
| 1.                  | «С войны»                                                          | 5:31         |
| 2.                  | «Матрос»                                                           | 4:32         |
| 3.                  | «Оставь нам нашу любовь»                                           | 4:45         |
| 4.                  | «Открытие»                                                         | 3:58         |
| 5.                  | «Там, где нет ничего (Молодёжная)»                                 | 3:21         |
| 6.                  | «Никто не услышит (Ой-йо)»                                         | 4:25         |
| 7.                  | «По-другому не прожить (Псы)»                                      | 5:03         |
| 8.                  | «Давай вернёмся (Про бухло)»                                       | 5:26         |
| 9.                  | «Ты моя крепость» (бонус-трек, с альбома "Не беда" 1989 г. записи) | 4:48         |
| 10.                 | «Поплачь о нём» (бонус-трек, запись студии "Новик Рекордс")        | 6:18         |
| Общая длительность: | Общая длительность:                                                | 48:07        |

| №                   | Название            | Длительность |
| ------------------- | ------------------- | ------------ |
| 11.                 | «У зимнего моря»    | 6:00         |
| Общая длительность: | Общая длительность: | 54:07        |

## Музыканты
- Владимир Шахрин — вокал, гитара, бэк-вокал
- Владимир Бегунов — гитара, акустическая гитара, бэк-вокал
- Валерий Северин — барабаны, перкуссия, бэк-вокал
- Владимир Желтовских — альт, струнный псевдо-квартет
- Владимир Привалов — бас-гитара

приглашенные музыканты:
- Александр Ляпин — гитара (4)
- Александр Бровко — гармоника (1,8)
- Владимир Голоухов — перкуссия (2, 5, 8); технический персонал
- Андрей Муратов — звук (1-8, 11)
- Александр Казбеков — звук (9)
- Алексей Жданов — звук (10)